# 密歇根州立大学法学院
密歇根州立大学法学院（Michigan State University College of Law）是一所自1891年起在美国密歇根州底特律创设的法学院，当时是一所名叫“底特律法学院”的独立学院，1997年被密歇根州立大学吸收并搬迁到大学所在的东兰辛。
该学院在《美国新闻与世界报道》的法学院排名中排名80名。

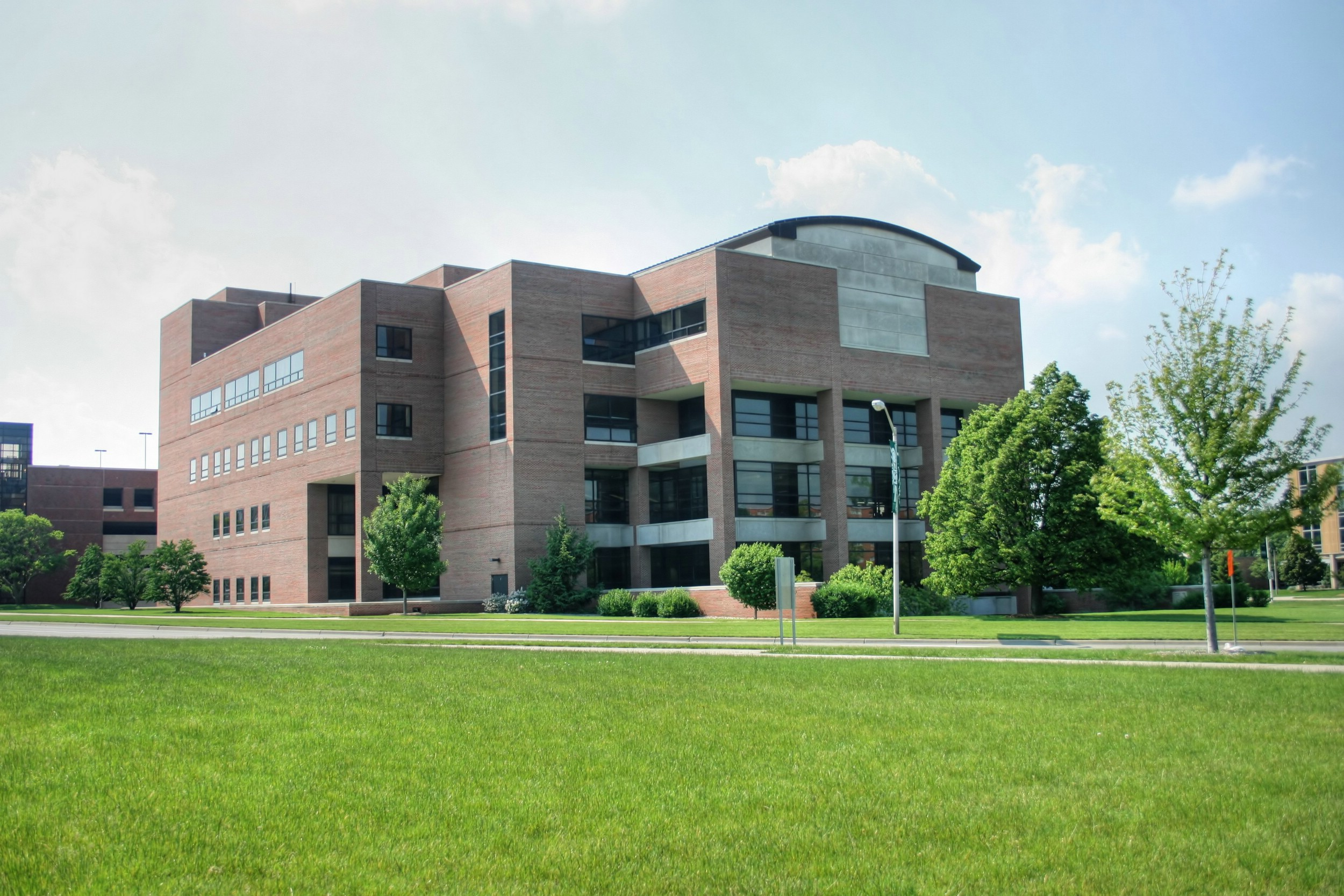
法学院大楼